# Allan Nyom
Allan-Roméo Nyom (* 10. Mai 1988 in Neuilly-sur-Seine) ist ein kamerunisch-französischer Fußballspieler.

## Karriere

### Verein
Nyom wechselte im Sommer 2008 innerhalb Frankreichs von der Reservemannschaft des AS Nancy zum Drittligisten AC Arles-Avignon. Nach nur einer Saison wechselte er nach Italien zu Udinese Calcio. Direkt nach seiner Verpflichtung wurde er nach Spanien an den FC Granada verliehen. In seiner ersten Spielzeit stieg er dort von der drittklassigen Segunda División B in die Segunda División auf. Mit dem Klub gelang ihm in der Saison 2010/11 der Durchmarsch in die erste Liga, die Primera División. Sein Debüt in der Primera División absolvierte er am 27. August 2011 bei der 0:1-Niederlage gegen Betis Sevilla, wo er über die volle Distanz spielte. 2015 wechselte er zum FC Watford. Nach nur einem Jahr hier, schloss er sich dem Ligakonkurrenten West Bromwich Albion. 2018 folgte eine einjährige Leihe zu CD Leganés. Ab Juli 2019 stand Nyom für drei Jahre beim FC Getafe unter Vertrag und ging 2022 wieder zurück zum CD Leganés. Seit Oktober 2024 spielt Nyom erneut für den FC Getafe in der Primera División.

### Nationalmannschaft
Nyom war von 2012 bis 2019 kamerunischer A-Nationalspieler und stand im Aufgebot für die Weltmeisterschaft 2014. Dort kam er im letzten Gruppenspiel gegen den Gastgeber Brasilien (1:4) über 90 Minuten zum Einsatz und schied aus. Insgesamt bestritt der Außenverteidiger 18 Partien für die Auswahl Kameruns.

## Erfolge
- Spanischer Drittligameister: 2010